# Ichinomiya
Ichinomiya (jap. 一宮市 Ichinomiya-shi) – miasto w Japonii, w prefekturze Aichi, w środkowej części wyspy Honsiu. Miasto często też nazywane jest Owari Ichinomiya w celu uniknięcia pomyłek z innymi miejscowościami o podobnej nazwie. Ichinomiya znaczy „pierwszy chram” w danej prowincji (ichinomiya to historyczne określenie chramów shintō o najwyższej randze w określonym regionie. Od wielu z nich pochodzą nazwy geograficzne).

## Położenie
Miasto położone jest w zachodniej części prefektury Aichi i przez rzekę Kiso graniczy z prefekturą Gifu. Leży na równinie między Gifu od północy i Nagoją od południa. Graniczy z miastami: Kōnan, Iwakura, Kitanagoya, Haruhi-chō i Inazawa w prefekturze Aichi i Hashima, Kakamigahara, Kasamatsu, Ginan w prefekturze Gifu.

## Gospodarka
W mieście rozwinął się przemysł maszynowy, metalowy, chemiczny oraz włókienniczy.

## Transport

### Kolejowy

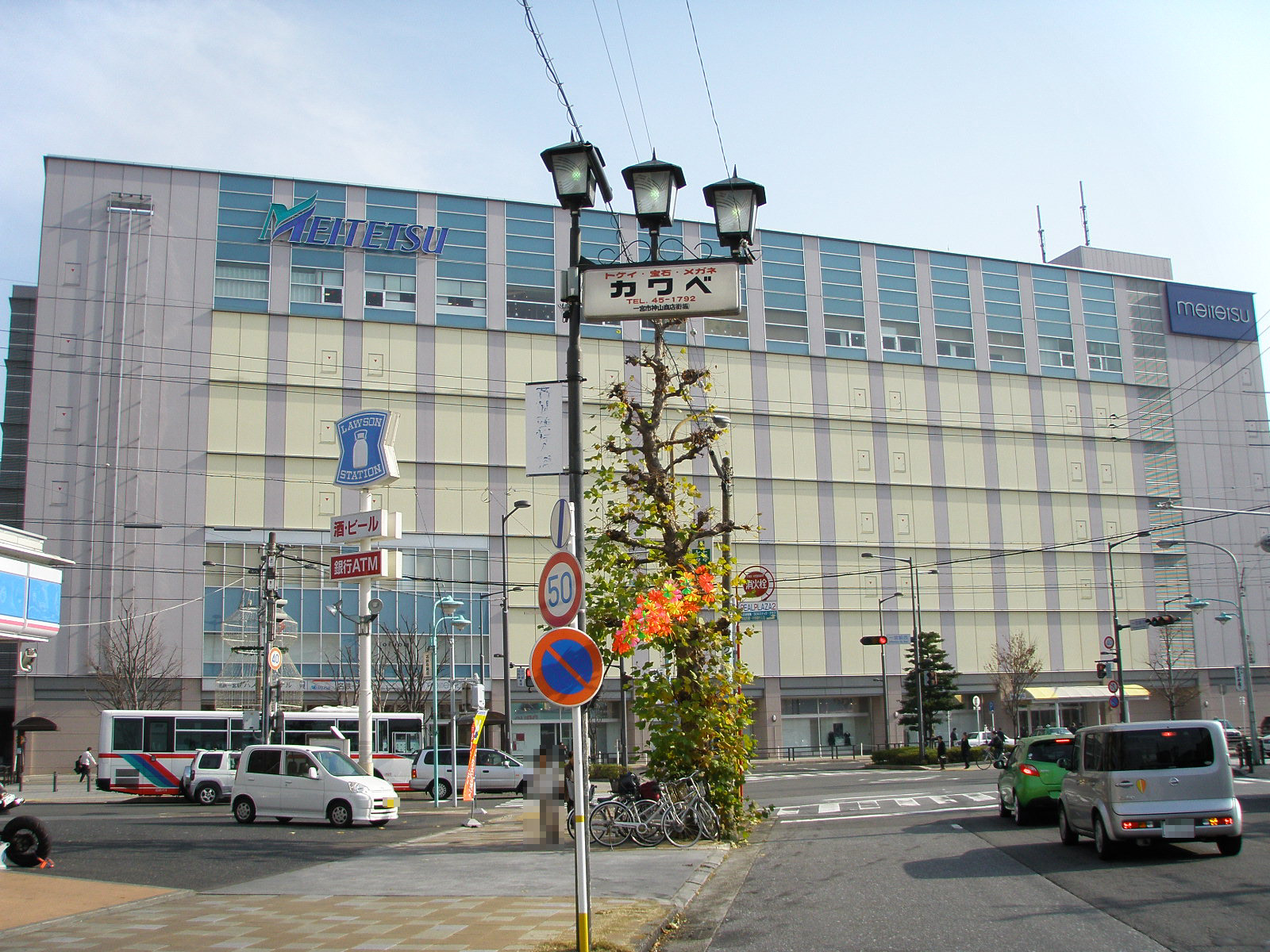
Stacja kolejowa Meitetsu Ichinomiya.

Przez miasto przebiega linia Meitetsu oraz główna magistrala JR Tokaidō.

## Historia
- 1889 r. – w powiecie Nakashima zostało utworzone miasteczko Ichinomiya w wyniku połączenia wiosek Ichinomiya i Ichishiki[1].
- 1 września 1921 – Ichinomiya zdobyła status miasta[1].
- 1 sierpnia 1940 – miasto Ichinomiya zostało połączone z wioską Haguri (z powiatu Haguri)[3].
- 20 września 1940 – miasto Ichinomiya zostało połączone z wioską Nishinari (z powiatu Niwa)[3].
- 1 stycznia 1955 – Ichinomiya zostało połączone ze wsią Tan’yō (z powiatu Niwa) i miasteczkiem Azai (z powiatu Haguri)[3].
- 1 kwietnia 1955 – miasto połączyło się ze wsią Kitagata (z powiatu Haguri) i miejscowościami Yamato, Oku, Hagiwara i części Imaise (z powiatu Nakashima)[3].
- 7 kwietnia 1955 – miasto połączyło się ze wsią Chiaki (z powiatu Niwa)[3].
- 1 kwietnia 2005 – miasto połączyło się z miastem Bisai i miasteczkiem Kisogawa (z powiatu Haguri)[3].

## Populacja
Zmiany w populacji Ichinomiyi w latach 1970–2015:
| Rok  | Populacja |
| ---- | --------- |
| 1970 | 296 141   |
| 1975 | 318 878   |
| 1980 | 335 465   |
| 1985 | 341 384   |
| 1990 | 346 972   |
| 1995 | 353 999   |
| 2000 | 362 726   |
| 2005 | 371 687   |
| 2010 | 378 566   |
| 2015 | 379 954   |